# Iberoformica
Iberoformica es un género de hormigas perteneciente a la familia Formicidae. Se distribuyen por el sudoeste de Europa.
Iberoformica fue descrito inicialmente como subgénero por Tinaut en 1990, pero posteriores estudios genéticos, elaborados por Muñoz-López y colaboradores en 2011, elevaron el subgénero a la categoría de género.

## Especies
Se reconocen las siguientes:
- Iberoformica subrufa (Roger, 1859)